# Jame Pindaja
Jame Pindaja (Pindaya) (burmansko ပင်းတယ ရွှေဥမင်, izgovarjava: [pɪɴdəja̰ ʃwè ṵmɪɴ]; uradno ပင်းတယ ရွှေဥမင် သဘာဝ လိုဏ်ဂူ ဘုရား) so v bližini mesta Pindaja v državi Šan, Mjanmar, so budistično romarsko mesto in turistična zanimivost. Nastale so na apnenčastem grebenu v regiji Mjelat. Na grebenu so tri jame v smeri sever-jug, raziskana in vpisana je samo južna jama. Ni znano, ali drugi dve segata globlje v pobočje.

## Notranjost
Najjužnejša jama je opisana in se razteza približno 490 metrov v dolžino dobro urejene poti. Znana je po svoji notranjosti, saj je v njej več kot 8000 podob Bude. Nekateri starejši kipi in podobe v jami imajo napise iz poznega 18. stoletja ali zgodnjega konbaunškega obdobja, najzgodnejši je iz leta 1773. Nekatere podobe nimajo napisov, so starejše, kar temelji na elementih sloga. Tan Tun meni, da nobeden ni starejši od zgodnjega 18. stoletja in da je leto 1750 najzgodnejši čas. Čeprav je večina kipov iz poznega 18. in zgodnjega 19. stoletja, so mnoge druge kipe in podobe prinašali v jamo različni donatorji ves čas vse do danes, od laikov do vladajočih slojev. Zbirka kot celota je impresiven prikaz budistične ikonografije in umetnosti od zgodnjega konbaunškega obdobja do obdobja moderne. Nobeno drugo mesto v Mjanmaru nima take vrste slogov, ne samo na podobah, ampak tudi na okrasnih prestolih in oltarjih, ki obkrožajo podobe.
V jami je okoli sedemdeset edinstvenih podob tradicije Bisakaguru iz poznega 18. stoletja. Lasje, oči, nosovi, ušesa, halje so drugačni kot pri večini drugih podob v Mjanmaru. Posebnost teh podob je, da ima Buda semena v dvignjeni desni dlani. Tan Tun meni, da take podobe ni najti nikjer drugje v Mjanmarju in na podlagi budistične ikonografije, da so te podobe iz mahajanske tradicije, domneva, da so te jame nekoč uporabljali pripadniki kulta Mahajana Bisakaguru.

## Dostop
15-metrska pagoda, imenovana Šve U Min (Zlata jama), stoji na vhodu v najjužnejšo jamo. Lokalna legenda pravi, da jo je zgradil kralj Ašoka, obnovil pa kralj Alaungsitu v 12. stoletju, vendar to ni podkrepljeno z nobenim zgodovinskim virom. V svoji sedanji obliki in slogu je takoj jasno, da je pagoda nedavnega izvora.
Na južnem vhodu je velik bronast zvon. Komaj berljiv napis na njem kaže, da je bil ulit leta 1842 in tehta 654 kg.
Sodoben vhod je iz leta 1925, ko je bil vhod v jamo razširjen z eksplozivom. Uničili so nekaj dragocenih podob in epigrafov. Jeklena konstrukcija je bila zgrajena za sprejem številnih romarjev. Posvetilni napisi te prenove kažejo zelo različne donatorje, ne samo iz teravadske skupnosti, ampak tudi hindujskih, kitajskih in celo muslimanskih skupnosti. Med prenovo so nekatere podobe odnesli v bližnji samostan. Na žalost je bilo med drugo svetovno vojno v bombnem napadu uničenih nekaj teh podob. Dvigalo je bilo dodano v novejšem času.

## Legende
Obstaja veliko legend o teh jamah. Ena je, da zaprta pot na koncu jame vodi v starodavno mesto Bagan. Je tudi legenda o sedmih princesah, ki so se kopale v jezeru. Ujel jih je velikanski pajek in jih zaprl v jami. Rešil jih princ Kumabaja iz Jonghve. Skulpture pajka in kneza, ki ga je ubil s svojim lokom in puščico, so bile dodane v zadnjem času ob vhodu v pokrito stopnišče do jam.

## Galerija
- Notranjost jam
- Hsaungdan (pokrito stopnišče) do jam
- Budove podobe na vhodu v jame
- Notranjost jam Pindaja

## Vir
- Than Tun, History of Pindaya (Town, Pagoda, and Cave). Thein Hteik Yadana Publications, 1998